# 石原修
石原 修（いしはら おさむ、1885年10月18日 - 1947年6月29日）は、日本の産業衛生、労働衛生の先駆者。福岡医科大学(現：九州大学）卒業後、東京帝国大学、内務省に移り、「工場衛生調査」を委嘱され、1913年衛生学上よりみたる女工の現況を発表。その後、工場法が成立した。

## 略歴
兵庫県伊丹町出生。京都帝国大学福岡医科大学（現在の九州大学）在学中、衛生学を志す。1908年卒業。翌年3月、上京して東京帝国大学の衛生細菌学教室（横手千代助教授）に移り、7月、内務省（翌1910年には農商務省）の「工場衛生調査」を嘱託され、調査の企画・実施・とりまとめを中心的に担当する。1911年東京市技師。
1913年「女工と結核」の講演と論文「衛生学上より見たる女工之現況」を発表。「日本の工場は労働環境が劣悪で、20歳以下の女工が次々と結核に冒され、帰郷後、異常な高率で死亡している」として警告した。この発表と引き続く工場法が成立5年後に施行された。
1916年、初代鉱務兼工場監督官。以降、主に農商務省で行政に携わる。1921年、農商務省から欧米に出張し同年のILO（国際労働機関）会議に政府委員として列席。同年、九大から医学博士号が贈られる。論文名は「衛生学上より見たる女工の現況」特にその付録「女工と結核」は有名。紡績女工の悲惨な労働と罹病の関係をあきらかにし、帰郷死亡者の7割が結核死で、論議をよんだ。ほかに硅肺、映画館の空気調査、貧民街の調査、研究を行った。1926年（大正15年）には産業医学会を設立した。
1924年、退官。1926-35年、大阪医科大学及び大阪帝国大学（衛生学）教授。衛生学を実践的学問とするよう努めた。この時期、東京帝国大学の社会医学研究会の学生たちも指導。1933年、文官分限令で休職、1935年に退官。国の政策に反対したので、追放に近い。1937年、内務省社会局嘱託として健康保険相談所顧問。1946年、年金保険厚生団事業部長。同年、日本産業衛生協会の労働基準検討小委員会に参加、労働基準法の制定に向けて積極的に発言、1947年に同法が公布、その施行を待たずに同年没した。

## 主たる業績
卒業後まもなく、内務省嘱託の命を受け、20数道府県に出張、1年かけて農村における疾病の統計的観察をしている。対象は10万人近く、同行20名以上の計算係が統計的分析をした。女性労働者の研究では、特に繊維産業の労働者の結核罹病がある。結核に罹って郷里に帰っても他の人に伝染させ、ひいては、徴兵制度下の壮丁の体位の低下をもたらす。結核は医学的問題だけではないことを、勇気をもって訴えたが、最晩年の2年を除いて、彼の後半生は志を得たとはいえない。

## 家族
- 長兄 石原弘 - 北海道帝国大学内科教授
- 次兄 石原誠 - 九州大学生理学教授

## 著書
- 『衛生学上より見たる女工の現況』（1913年）
- 『袖珍衛生試験法』（1919年）
- 『新稿労働衛生』（1926年）

## 参考資料
- 『日本の科学者101』 村上陽一郎編集 2010 新書館 ISBN 978-4-403-25106-1
- 『日本近現代医学人名事典』 泉孝英 2012 医学書院 石原の部分の著者は浦部信義 ISBN 978-4-260-00589-0
- 『女工と結核』篭山京 1970 光生館
- 『労働と健康の歴史 第2巻』三浦豊彦 1980 労働科学研究所